# Ruddalens IP
Ruddalens IP - vulgarmente chamado Ruddalen - é um centro desportivo, localizado no bairro de Frölunda, em Gotemburgo na Suécia.

Tem um campo de futebol, com capacidade para 5 000 pessoas, uma pista coberta de patinagem no gelo, uma pista de patinagem no gelo a céu aberto e um campo de bandy.

Ruddalen pertence ao Município de Gotemburgo e é a casa de vários clubes de futebol (Västra Frölunda IF e Utsiktens BK).

Ruddalen foi o palco do Campeonato Mundial de Patinagem de Velocidade no Gelo de 2003, e vai receber o Campeonato Mundial de Patinagem de Velocidade no Gelo de 2015.